# Krankenhausfunk
Krankenhausfunk (auch: Krankenhausradio, Krankenhaussender, Patientenfunk, Patientenradio oder Patientensender) ist eine Form des Einrichtungsrundfunks in Krankenhäusern und karitativen Einrichtungen, wie beispielsweise Senioren-Wohnanlagen.
Der Krankenhausfunk dient vom Grundsatz her der Unterhaltung und Information der Patienten bzw. Bewohner dieser Häuser und wird, bis auf wenige Ausnahmen, ehrenamtlich betrieben. Die Reichweite ist dabei in den meisten Fällen auf das Haus-Kabelnetz in die Patientenzimmer der Einrichtung beschränkt.

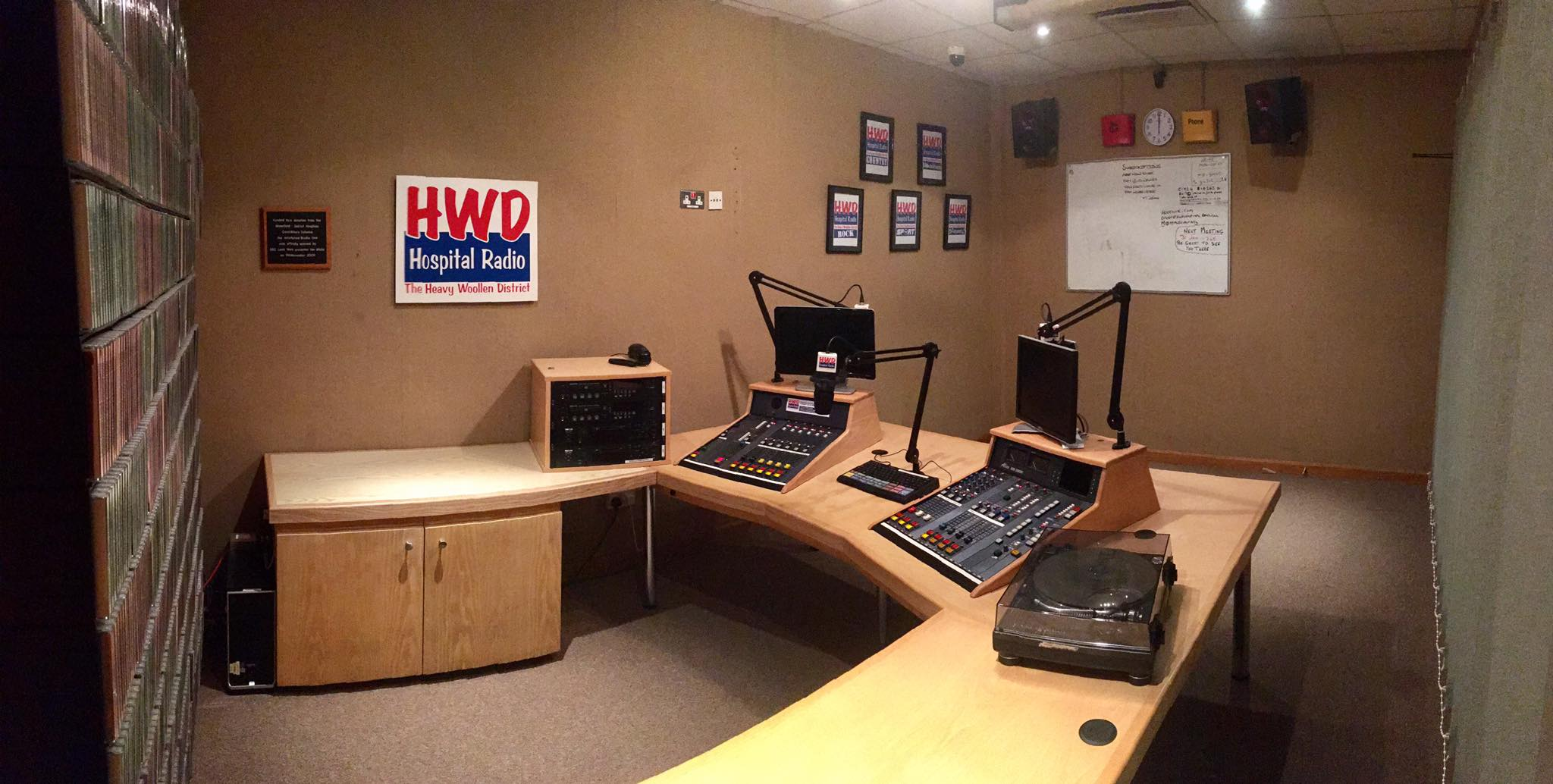
Krankenhausfunk des Dewsbury and District Hospital in West Yorkshire, Vereinigtes Königreich

## Geschichte

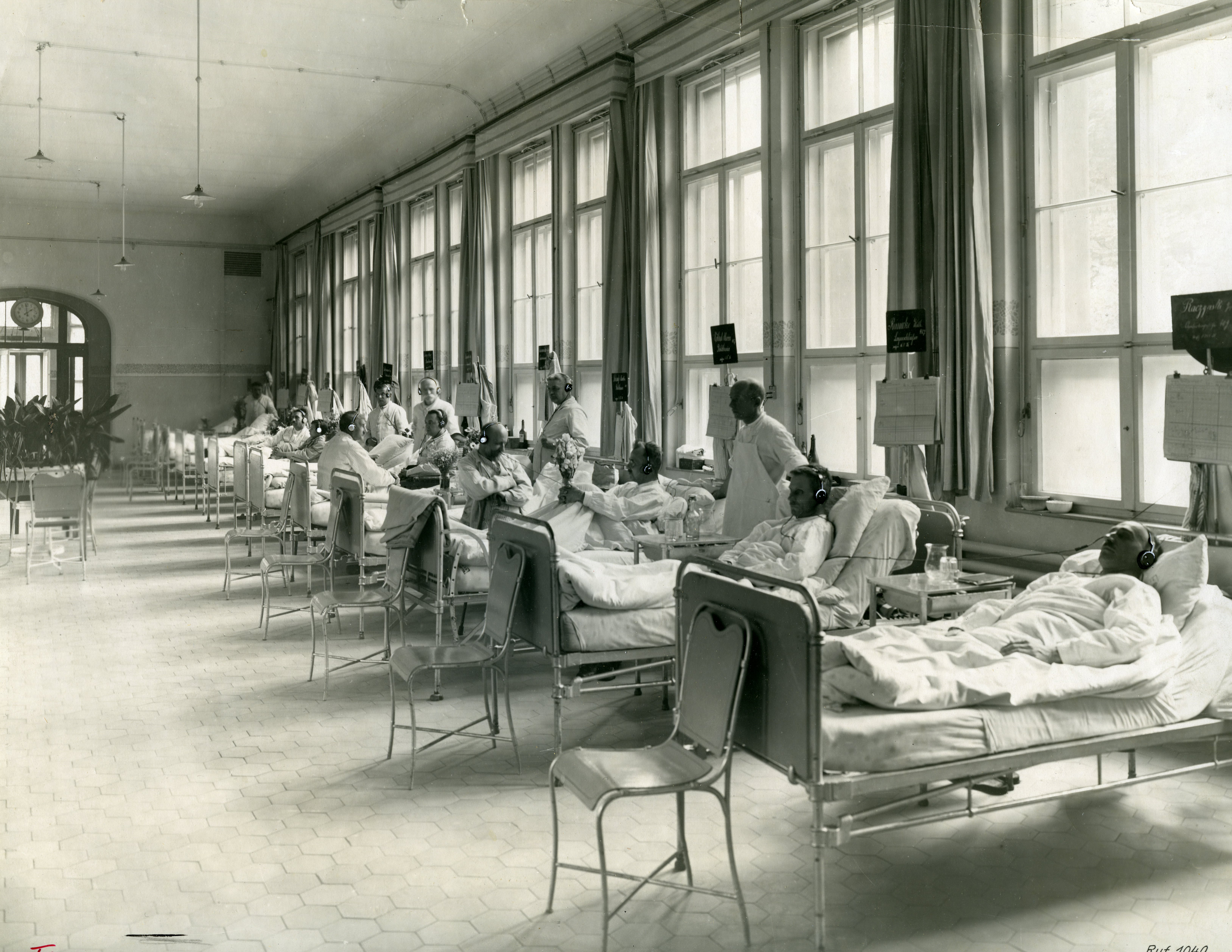
Patienten mit Kopfhörern in einer Krankenanstalt (wahrscheinlich im Auguste-Viktoria-Krankenhaus) in Berlin. Das Bild wurde 1927 zur Illustration eines Vortrags von Ludwig Kühn verwendet.

Einen ersten Vorläufer des Krankenhausrundfunks gab es 1927 in Berlin. Die ersten Krankenhausradios in Deutschland wurden in den 1960er Jahren parallel und unvernetzt gegründet. Auslöser waren in den meisten Fällen Tonband-Amateure, die ihr Hobby einer sozialen Sache zur Verfügung stellen wollten. Teilweise initiierten auch Krankenhaus-Mitarbeiter und Seelsorger die Stationsgründung, da das Mittel Radio zur Unterhaltung und Versorgung mit Informationen der Patienten in einem Krankenhaus erkannt wurde.
Die dienstältesten aktiven Sender dieser Art in Deutschland befinden sich seit 1967 in Greven (Nordrhein-Westfalen) und seit 1969 in Villingen-Schwenningen (Baden-Württemberg).
In jüngerer Zeit gab es Neugründungen speziell für Kinder und Jugendliche.

## Verbreitung in Deutschland
Für das Jahr 2007 nennt Schmölzl 82 aktive und 36 aufgegebene Krankenhausfunk-Stationen in Deutschland.
Die gleiche Untersuchung 2020 zeigte die Entwicklung zu nur noch 41 aktiven und damit weiteren 41 aufgegebenen Patientensendern in Deutschland.
| Bundesland             | aktiv 2002 | aktiv 2020 |
| ---------------------- | ---------- | ---------- |
| Baden-Württemberg      | 25         | 10         |
| Bayern                 | 1          | 0          |
| Berlin                 | 1          | 1          |
| Brandenburg            | 0          | 0          |
| Bremen                 | 0          | 0          |
| Hamburg                | 3          | 1          |
| Hessen                 | 8          | 5          |
| Mecklenburg-Vorpommern | 0          | 0          |
| Niedersachsen          | 10         | 4          |
| Nordrhein-Westfalen    | 30         | 14         |
| Rheinland-Pfalz        | 1          | 1          |
| Saarland               | 1          | 1          |
| Sachsen                | 0          | 1          |
| Sachsen-Anhalt         | 0          | 0          |
| Schleswig-Holstein     | 3          | 1          |
| Thüringen              | 0          | 0          |

Diese Aufstellung ist jeweils nur eine Momentaufnahme aus den Jahren 2007 und 2020.
Für die Gegenwart lässt sich die Zahl nur schätzen; tendenziell dürfte sie jedenfalls niedriger liegen. Einen Eindruck gibt die Liste unten.

## Verbreitung außerhalb Deutschlands
Die meisten Krankenhausradios gibt es in Großbritannien und den Niederlanden; bekannt sind sie auch in der Schweiz. Das erste Krankenhausradio überhaupt ging 1919 im Walter-Reed-Militärkrankenhaus in Washington, D.C. auf Sendung; das erste britische 1925 im York County Hospital; das erste kontinentaleuropäische 1947 in Rotterdam.

## Organisation und Technik
Der Aufbau eines Krankenhausradios ist grundsätzlich mit erheblichen Kosten verbunden. Dazu zählen die Anschaffung geeigneter Gerätschaften, Verkabelung und entsprechende Infrastruktur für die hausinterne Verteilung. Ein weiterer Posten sind die laufenden GEMA-Gebühren, die sich nach Hausgröße und Hörerzahl richten. Je nach Bundesland sind auch Genehmigungen bei den Behörden erforderlich. Eine Sendelizenz ist nur dann erforderlich, wenn das Programm über Antenne oder Kabel ausgestrahlt wird. In Bezug auf die persönlichen Inhalte spezieller Sendungen mit Patienten ist der Datenschutz zu beachten.
Oftmals werden auch ausgemusterte Geräte privater und öffentlicher Rundfunkanstalten als kostenlose Spenden für technische Ausstattungen verwendet. Den Gegenpart bilden die innovativen Techniker, die auch preiswertes DJ-Equipment für Sendeanlagen verwenden. Je nach Sendedauer und Umfang der Produktionen reichen die Anlagen von semiprofessioneller Technik bis hin zu komplexen Sendeanlagen mit Redaktionsräumen und kompletten Selbstfahrer-Studios.
Als Idee zu fehlenden Finanzmitteln haben sich einige Radiosender in Zusammenarbeit mit Technikern und Entwicklern selbst entsprechende Anlagen und Geräte gebaut. In der Gruppe gleichgesinnter Einrichtungen werden diese technischen Erfahrungen und Entwicklungen gern und kostenlos weitergegeben, um auch finanzschwachen Einrichtungen zu helfen. Geschickte Eigenbauten und Modifikationen liefern das zugehörige Sparpotential. Das Krankenhausradio Elmshorn ist einer der wenigen Sender, die gleichgesinnte Einrichtungen unterstützen. Eine eigene Technikseite bietet kostenlose Schaltungen und Informationen zum Nachbau an. Eine Besonderheit ist die Verfügbarkeit der Unterlagen, denn Lizenzprobleme gibt es hier nicht. Alle Schaltungen wurden von eigenen Konstrukteuren und Technikern entworfen und können daher ohne Schutzrechte nachgebaut werden.

## Programme
Die Programme sind in der Regel sehr unterschiedlich und abhängig vom Träger. Grundsätzlich findet ein lockerer Moderationsstil Anwendung, der sich deutlich von den übrigen Radiosendern absetzen soll. Moderatoren können bei einem Kliniksender ihre eigenen Programme zusammenstellen, was mittlerweile bei fast allen kommerziellen Sendern unmöglich geworden ist. Das erklärt auch den zunehmenden Enthusiasmus der Mitarbeiter, die in diesem Medium mit der Musikauswahl noch etwas bewegen können. Diese persönliche Freiheit beschert dem Krankenhausfunk auch die notwendige Frische im Programm, die eine klare Unterscheidung zu kommerziellen Sendern ermöglicht. Formatradio findet an dieser Stelle kaum Anwendung, da die meisten Mitarbeiter ehrenamtlich und mit einem eigenen Musikgeschmack Sendungen gestalten.

## Wortanteil
Zwischen den einzelnen Titeln gewinnen Informationsblöcke zunehmend an Bedeutung. In einem Kliniksender können lokale Nachrichten verlesen und locker aufbereitet werden. Da viele der Einrichtungen von „Laien“ betreut werden, entsteht oftmals eine lustige, aber sehr unterhaltsame Moderation, die bei professionellen Sendern kaum eine Chance hätte. Somit bieten sich Krankenhaussender auch als Karrieresprungbrett für Nachwuchsmoderatoren an, die entsprechende Erfahrungen sammeln und vertiefen können.

## Therapeutische Bedeutung
Die Wahrnehmung von Musik ist nachweislich an der Genesung kranker Menschen beteiligt. Der psychologische Aspekt der Zuwendung gewinnt besondere Bedeutung, wenn der Moderator beispielsweise für die Patienten in Zimmer 103 einen Wunschtitel spielt. So fühlen sich Patienten verstanden und erhalten das Gefühl, im Fokus der Einrichtung zu stehen. Hier gewinnt der Satz „der Hörer gestattet dem Moderator, bei ihm zu sein“ an Bedeutung.
Zu besonderen Anlässen (Weihnachten und sonstige Feste) werden vielfach Sondersendungen produziert oder gesangliche Darbietungen aus zentralen Räumlichkeiten des Klinikums in die Zimmer der Patienten übertragen. Dazu gehört auch der hausinterne Gottesdienst. Einige Kliniken werben bereits damit, einen hauseigenen Radiosender zu betreiben.

## Nachwuchs/Personal
Es wird zunehmend schwieriger, ehrenamtliche Mitarbeiter für das Krankenhausradio zu gewinnen. Erhöhte Sorgfaltspflicht und grundlegende Kenntnisse im Umgang mit verschiedenen Musikstilrichtungen erschweren vielen jungen Menschen den Zugang. Bedenkt man die durchschnittlichen Altersklassen der Patienten, so liegt der Mittelwert bei etwa 65 Jahren. Oftmals wird nicht verstanden, dass gerade diese Generation mit den modernen Titeln der Hitparaden überfordert ist, noch der Geschmack ansatzweise getroffen wird. So haben bereits einige Einrichtungen nach weit über 20-jähriger Arbeit ihre Tätigkeit ersatzlos einstellen müssen. Hinzu kommt noch der extreme Konkurrenzdruck der zahlreichen Radio- und TV-Sender, die mit ihren „Action-Konzepten“ ein klares Gegenteil zum Krankenhausradio bilden.

## Liste deutschsprachiger Krankenhausradios
| Name                                                          | Stadt                  | Zeitraum     | Link                                 | Land |
| ------------------------------------------------------------- | ---------------------- | ------------ | ------------------------------------ | ---- |
| „Am Puls“                                                     | Freiburg               | 1995–        |                                      | BW   |
| Antenne Bethel (ehem. Krankenhausfunk Bielefeld)              | Bielefeld              | 1968/2000–   | antenne-bethel.de                    | NW   |
| Augusta Krankenhausfunk und Fernsehen (AKF)                   | Bochum                 | 1982–        | akf-bochum.de.tl                     | NW   |
| DIAK-Radio                                                    | Karlsruhe              | 2006–        | diak-ka.de                           | BW   |
| Echofunk Porz                                                 | Köln                   | 1973–        | echofunk-porz.de                     | NW   |
| Eutiner Patienten-Radios (EPR)                                | Eutin                  | 1984–2010    |                                      | SH   |
| Forum 7                                                       | Herne                  | 1972–2012    |                                      | NW   |
| Funk im St. Christophorus Krankenhaus Werne (FCKW)            | Werne                  | 1990–        | ri90.de (1976–1990 in Lünen)         | NW   |
| Kanal 1 VinzenzTV (ehem. Radio St. Vinzenz)                   | Limburg                | 1985/2000–   | st-vincenz.de                        | HE   |
| Kanal-4 – Das Fernsehen der Klinikum Ibbenbüren GmbH          | Ibbenbüren             | 1984–2020    | kanal-4.de                           | NW   |
| Kanal4-Patientenfunk                                          | Marl                   | 1989–2012    |                                      | NW   |
| Klinikfunk Karlsruhe (KFK-KA)                                 | Karlsruhe              | 1973–        | klinikfunkka.de via Radio Regentrude | BW   |
| Klinikradio 71                                                | Villingen-Schwenningen | 1969–2022    |                                      | BW   |
| Kliniken-Radio Bietigheim-Ludwigsburg – Der Gesundfunk        | Bietigheim-Bissingen   | 1977–        | klinikenradio.de                     | BW   |
| Klinikradio „Tupfer-Töne“                                     | Detmold                | 2001?–2005   |                                      | NW   |
| Klinikradio-TV-Freundeskreis                                  | Saarlouis              | 1993–        | klinik-freundeskreis.de              | SL   |
| Kölner Krankenhaussender                                      | Köln                   | 1974–        | krankenhaussender.de                 | NW   |
| Krankenhausfunk (KHF) Freudenstadt                            | Freudenstadt           | 1971–        | freudenstadt.de                      | BW   |
| Krankenhausfunk (Khf) St. Walburga                            | Meschede               | 1982–        |                                      | NW   |
| Krankenhausfunk Barmbek (KFB)                                 | Hamburg-Barmbek-Nord   | 1981/95–2019 | krankenhausfunk.de                   | HH   |
| Krankenhausfunk Lahr                                          | Lahr                   | 1970?–       | ortenau-klinikum.de                  | BW   |
| Krankenhausfunk Salzgitter                                    | Salzgitter             | ?            |                                      | NI   |
| Krankenhausfunk Tuttlingen                                    | Tuttlingen             | 1982–2016    |                                      | BW   |
| Krankenhausfunk Uelzen                                        | Uelzen                 | 1966–2018    | khf-uelzen.de                        | NI   |
| Krankenhausradio & TV Studio Ludmilla                         | Meppen                 | 1992–        | studioludmilla.de                    | NI   |
| Krankenhausradio Elmshorn (K.R.E.)                            | Elmshorn               | 1989–        | krankenhausradio-elmshorn.de         | SH   |
| Krankenhaus-Rundfunk Attendorn Kanal 2 (KRA 2)                | Attendorn              | 1973–        | kra2.de                              | NW   |
| Krankenhaussender (KHS) des St. Marien Hospitals Lüdinghausen | Lüdinghausen           | 1975–        | khs.luedinghausen.de                 | NW   |
| Niederberg Echo                                               | Velbert                | 1981–        |                                      | NW   |
| Patientenfunk Achern                                          | Achern                 | 1987–2015    |                                      | BW   |
| Patientenfunk Berlin-Pankow                                   | Berlin-Pankow          | 1986–        | clock7.de                            | BE   |
| Patientenfunk Heidelberg (ehem. Klinikradio Dr. No ?)         | Heidelberg             | ?            |                                      | BW   |
| Patientenfunk Kassel                                          | Kassel                 | 1987–        | agaplesion.de                        | HE   |
| Patientenfunk Wilhelmshaven                                   | Wilhelmshaven          | 1987–2017    |                                      | NI   |
| Patientenradio der Ammerland-Klinik                           | Westerstede            | 1995–2018    |                                      | NI   |
| Patientenradio Ohrwurm                                        | Leonberg               | 1986–        |                                      | BW   |
| Patientenradio Tübingen                                       | Tübingen               | ?            | klinikseelsorge-tuebingen.de         | BW   |
| Radio 88 Klinikfunk Rems-Murr                                 | Backnang               | 1988–2014    |                                      | BW   |
| Radio Aktiv                                                   | Seligenstadt           | 1997–        |                                      | HE   |
| Radio Brinkmann                                               | Offenbach              | 1995–        | sana.de                              | HE   |
| Radio Celle 1 (RC1)                                           | Celle                  | 1990–        | radio-celle-1.de                     | NI   |
| Radio City – Krankenhausfunk Bonn                             | Bonn                   | 1976–2022    | radio-city-khf.de                    | NW   |
| Radio Diana                                                   | Bad Bevensen           | 1999–        | diana-klinik.de                      | NI   |
| Radio Eilbek (ehem. Patientenfunk für Hamburg)                | Hamburg-Eilbek         | 1989–        | radioeilbek.wordpress.com            | HH   |
| Radio Elisabeth                                               | Beckum                 | 1993–2019    |                                      | NW   |
| Radio Franz (ehem. KrankenHausFunk Greven)                    | Greven                 | 1967–        | radiofranz.de                        | NW   |
| Radio „happy aua“                                             | Hamburg-Eimsbüttel     | 2006–        |                                      | HH   |
| Radio Hippokrates                                             | Frankfurt am Main      | 1994–2006    |                                      | HE   |
| Radio ImPuls                                                  | Kehl/Offenburg         | 2000?–       |                                      | BW   |
| Radio Klinikfunk                                              | Wiesbaden              | 1986–        | klinikfunk.de                        | HE   |
| Radio L KrankenHausFunk                                       | Lohne                  | 1989–        |                                      | NI   |
| Radio MfK-Büli-Marburg (für Kinder)                           | Marburg                | 2014–        | ukgm.de                              | HE   |
| Radio MHH                                                     | Hannover               | 1976–        | radio-mhh.de                         | NI   |
| Radio Peilsender (für Jugendliche)                            | Klingenmünster         | 2012–        | pfalzklinikum.de                     | RP   |
| Radio Rudi                                                    | Emden                  | 1990–        | radio-rudi.de                        | NI   |
| Radio RUMMS (für Kinder)                                      | Mannheim               | 2009–        | radio-rumms.de                       | BW   |
| Radio S                                                       | Frauenfeld             | 1979–        | radio-s.ch                           | CH   |
| Radio Schräges O.                                             | Oberhausen             | 1985–2012    |                                      | NW   |
| Radio SK                                                      | Fulda                  | 1991–        | rms-fulda.de                         | HE   |
| Radio Lennestadt                                              | Lennestadt             | 1990–2012    |                                      | NW   |
| Spitalradio LuZ                                               | Luzern                 | 1991–        | radio-luz.ch                         | CH   |
| Spitalradio Winterthur                                        | Winterthur             | 1979–        | spitalradio.ch                       | CH   |
| Studio 58                                                     | Oelde                  | 1996–        |                                      | NW   |
| Studio 81 – Das Karl-Olga-Krankenhausradio                    | Stuttgart              | 1982–        | sana.de                              | BW   |
| Studio EVK                                                    | Hamm                   | 1970–2015    |                                      | NW   |
| Studiowelle 2                                                 | Solingen               | 1978–        | studiowelle.de                       | NW   |
| Studiowelle Hiltrup                                           | Münster-Hiltrup        | 1970–        | studiowellehiltrup.de                | NW   |
| Vincenz-Welle                                                 | Datteln                | 1974–2020(?) | vincenzwelle.de                      | NW   |
| Welle Wanne                                                   | Herne                  | 1983–        |                                      | NW   |